# Iskandar Widjaja
Pour les articles homonymes, voir Widjaja.
 (septembre 2019).
Iskandar Widjaja (né le 6 juin 1986 à Berlin) est un violoniste allemand de renommée internationale.

## Biographie
Iskandar Widjaja naît à Berlin en 1986. Son grand-père est le compositeur indonésien Udin Widjaja, ses parents sont indonésiens. Il commence l’apprentissage du violon à l’âge de quatre ans, puis continue à l’étudier à Berlin, à la Hochschule Hanns Eisler. Après un échec lors d’un examen de musique en Allemagne, il est repéré en Indonésie pour figurer dans un spot publicitaire ; depuis, il a acquis dans ce pays une renommée similaire à celle des artistes pop.
Widjaja postule ensuite directement auprès de chefs d’orchestre pour se produire en concert. Il se produit par exemple lors de concerts de charité avec la Philharmonie de Berlin en 2010, ou à Hong Kong en 2016. Il est également très présent sur les réseaux sociaux.

## Style
Widjaja se définit comme un « musicien classique alternatif » ; en parallèle de ses récitals de musique classique, il interprète aussi les bandes originales de Star Wars ou des reprises de musique pop.

## Distinctions et prix
- 2004 : 2e prix du concours international Reine Sophie-Charlotte[8]
- 2006 : 3e prix du concours de violon de la fondation Ibolyka Gyarfas[8]
- 2008 : 1er prix du concours international Hindemith ; médaille d’or Paul Hindemith et prix de la fondation Maggini[8]

## Albums
- 2018 : Mercy